# 麗蝟屬
麗蝟屬（學名Leptictis）是一屬已滅絕的哺乳動物。牠們與長鼻跳鼠是近親。